# Moravské Předměstí
Moravské Předměstí (niem. Mährische Vorstadt) – część miasta ustawowego Hradec Králové. Składa się głównie z osiedli z wielkiej płyty, powstałych w latach 70–90 XX wieku.